# Kaimai-Tunnel
Der Kaimai-Tunnel ist mit 8.850 m der längste Eisenbahntunnel Neuseelands.

## Geografische Lage
Der Tunnel liegt im Zuge der East Coast Main Trunk Railway auf der Nordinsel von Neuseeland und unterquert die Kaimai Range, die zwischen der Ebene an der Westküste der Insel und der Bay of Plenty liegt. Er ist Teil einer 24 km langen Abkürzung zwischen Waharoa und Apata, die gebaut wurde, um die alte Strecke der East Coast Main Trunk Railway durch die Karangahake-Schlucht aufgeben zu können. Diese wies eine Reihe von technischen Problemen auf und umfuhr die unwegsamsten Abschnitte des Gebirges in einem großen, nach Norden ausholenden Bogen.

## Planungsgeschichte

### Ausgangslage
Die ursprüngliche Streckenführung war um 1900 angelegt worden. Die Kapazität der Strecke wurde durch mehrere Faktoren eingeschränkt: Steigungen von bis zu 20 ‰, Kurvenradien von 120 m und relativ leichtem Oberbau, der es nicht gestattete, schwere Diesellokomotiven einzusetzen. Außerdem wurde diese Gebirgsstrecke immer wieder durch Erdrutsche unterbrochen.

### Vorschläge
Vorschläge, die East Coast Main Trunk Railway zwischen Auckland und Tauranga zu verkürzen, entstanden bereits zu Beginn des 20. Jahrhunderts. 1911 wurde eine Strecke über das Kaimai-Gebirge vorgeschlagen, das Projekt aber schnell als undurchführbar verworfen. 1913 wurde ein 3,2 km langer Tunnel vorgeschlagen, und 1920 wurde die Vermessung für eine entsprechende Trasse gefordert – zunächst vergeblich.
1955 wurde ein Projekt untersucht, das einen 4 km langen Tunnel einschloss, eine Idee, die von den „Federated Farmers“ und später von den lokalen Nachrichtenmedien enthusiastisch unterstützt wurde. Dies führte zwar noch nicht zum Tunnelbau (der wurde am 14. August 1958 mit offener Frist verschoben), aber der begleitende Bericht zeigte auch Alternativen auf. Die Begründung für den Aufschub war, dass das zu erwartende Verkehrsvolumen nicht ausreiche, um das Projekt zu rechtfertigen. Die bestehende Strecke habe zudem noch eine genügend hohe Kapazitätsreserve. Die Idee solle überprüft werden, wenn die Nachfrage dies erforderte. Alternative Streckenführungen wurden benannt, darunter eine bevorzugte 24 km lange Strecke zwischen Waharoa und Apata mit einem 9 km langen Tunnel, etwa das, was später auch umgesetzt wurde. Diese Option wurde mit mindestens 10,5 Mio NZ$ veranschlagt.

### Enquete-Kommission
Die lokalen Interessenten waren mit dem Bericht von 1958 unzufrieden und forderten die Regierung weiterhin zum Handeln auf. 1960 traf eine Delegation mit dem Eisenbahnminister zusammen, um ihm zu verdeutlichen, wie wichtig ein Ersatz der bestehenden Strecke sei. Daraufhin wurde im August 1962 eine Untersuchungskommission eingesetzt, die einen verbesserten Zugang auf dem Landweg zum Hafen von Tauranga und zur Bay of Plenty untersuchen sollte. Nach den Anhörungen stellte die Kommission fest, dass sich der Güterverkehr zur Bay of Plenty bis 1982 verdoppeln werde, eine Leistung, die allerdings bereits 1966 erreicht wurde. Die Kommission empfahl den Bau einer Umleitung von Waharoa nach Apata durch das Kaimai-Gebirge und weiter, den Gebirgsabschnitt zwischen Paeroa nach Apata anschließend stillzulegen.
Nach der Veröffentlichung dieses Berichts 1963 genehmigte die Regierung eine Untersuchung der vorgeschlagenen Trasse und im September 1964 wurde das Projekt mit geschätzten Kosten von 11.434.000 NZ$ genehmigt. Im November wurde der Baubeginn noch einmal um sechs Monate verzögert, bis im Budget für das Finanzjahr 1965/1966 schließlich Mittel in Höhe von 710.000 NZ$ für erste Arbeiten standen. Ziel war, das Projekt bis Oktober 1970 abzuschließen.

## Bau

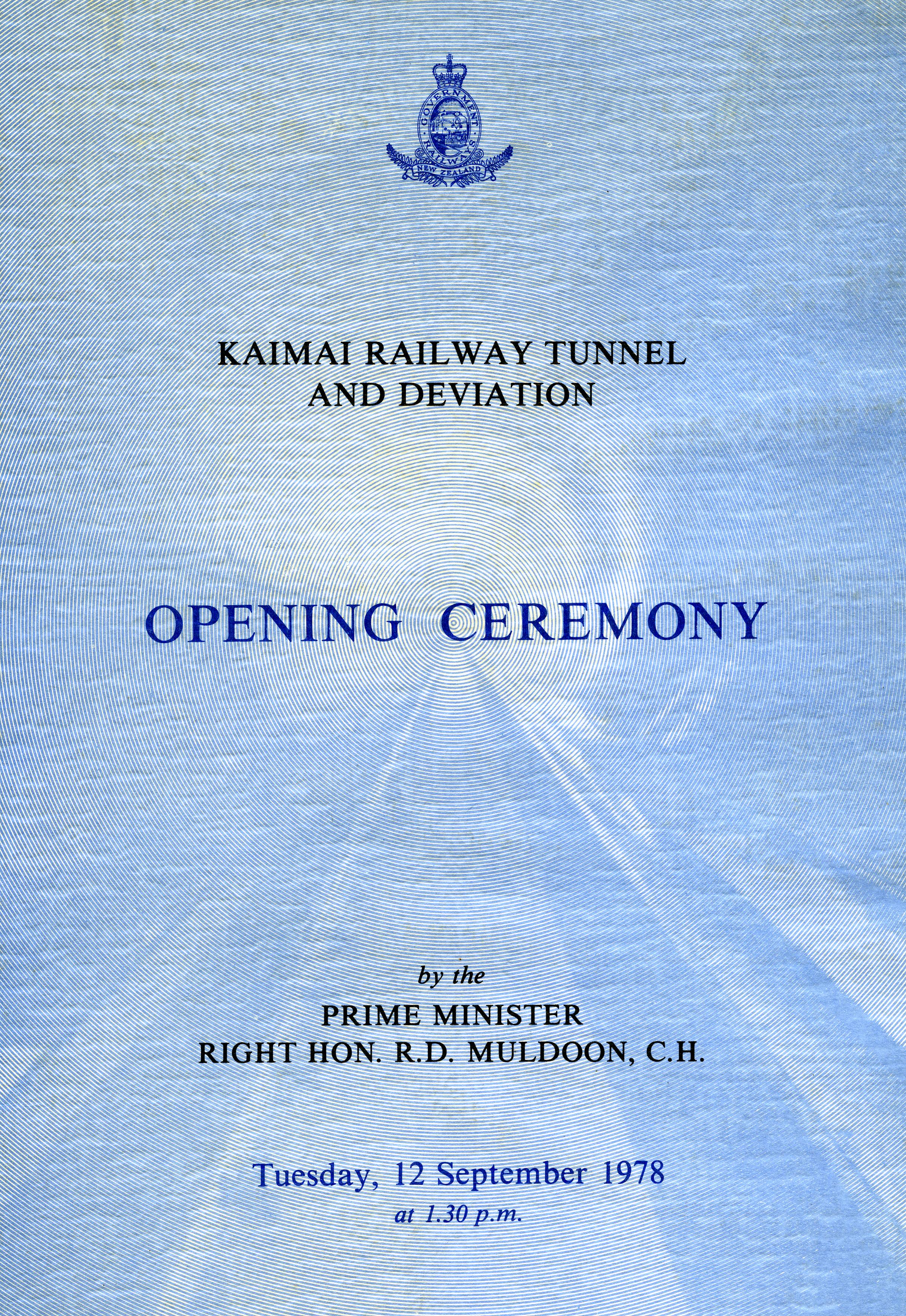
Einladung zur Eröffnung

Der Bau der 24 km langen Umleitung, einschließlich des Tunnels, begann am 2. Oktober 1965, als der für das Staatsbauwesen zuständige Minister Percy Benjamin Allen, der zugleich Abgeordneter im neuseeländischen Parlament für den Wahlkreis Bay of Plenty war, den ersten Spatenstich ausführte. Die Arbeiten wurden in erster Linie vom Staatsbauamt (Public Works Department) ausgeführt, das auch für das Bohren des Tunnels verantwortlich war. Verschiedene andere damit zusammenhängende Arbeiten wurden von privaten Auftragnehmern erledigt, darunter die Anlage der Tunnelzufahrten und die Verlegung des Gleisbetts im Tunnel.
Der Bau des Tunnels begann am 15. Januar 1969 mit dem Ausbruch des Zufahrtseinschnitts, der am Portal bis zu 25 m tief ist. Der Tunnel weist von Ost nach West ein Gefälle von 3,3 ‰ auf. Deshalb begannen die Arbeiten am Westende, damit das Wasser im natürlichen Gefälle ablaufen konnte. Zudem fließt unmittelbar vor dem Ostende des Tunnels der Whatakao und die darüber führende Brücke musste erst noch gebaut werden. Aufgrund einer Schicht aus Schwemmmaterial im Bereich des Westportals musste dieser Abschnitt von Hand ausgebrochen werden. Dazu wurde zunächst ein kleiner Stollen vorangetrieben, der später auf die endgültige Größe erweitert wurde. In dieser Phase kam es zu dem einzigen tödlich endenden Unfall auf der Baustelle, als ein Teil der Anlage einstürzte. Vier Menschen starben, acht weitere eingeschlossene Arbeiter konnten gerettet werden.
Erst 1970 wurde eine Tunnelbohrmaschine (TBM) für 1,4 Mio. NZ$ aus den USA beschafft, was umstritten war, weil Erfahrungen dazu bei der vor Ort gegebenen geologischen Situation noch fehlten.
Nach einer mehrmonatigen Verzögerung infolge des Unfalls wurde der Tunnelbau wieder aufgenommen. 1971 nahm die TBM die Arbeit auf. Eine dreimonatige Probezeit war vorgesehen, um zu prüfen, ob die TBM für die Arbeit am Westportal eingesetzt werden konnte. Es stellte sich aber heraus, dass die Beschaffenheit des Gesteins an diesem Ende des Tunnels für einen effizienten Betrieb der TBM zu brüchig war und dazu führte, dass die Fräsen und die Systeme der Maschine, die das abgebaute Gestein nach hinten wegtransportieren sollten, ständig blockierten. Am Ende der Testphase war die TBM nur 106 m vorgerückt und sehr viel stärker abgenutzt als erwartet. Daraufhin wurde beschlossen, die TBM abzubauen und zum Ostportal zu verlegen. Die Arbeit am westlichen Ende des Tunnels wurde in traditionellem bergmännischen Vortrieb fortgesetzt. Das Profil des westlichen Endes, das zur Aufnahme der TBM rund gewesen war, wurde in eine Hufeisenform geändert, um dem konventionellen Vortriebsverfahren besser gerecht zu werden. Bis zur Fertigstellung des Tunnels waren rund 48 % der Tunnellänge mit konventionellen Methoden vorangetrieben worden.
Am östlichen Ende des Tunnels wurde mit gutem Fortschritt gearbeitet, nachdem die TBM dort im April 1972 wieder montiert worden war. Obwohl der durch den Einsatz am westlichen Ende verursachte Verschleiß der Maschine einige mechanische Probleme verursachte, konnte ein Vortrieb von bis zu 15 m pro 8-Stunden-Schicht erzielt werden. In stark Grundwasser führenden Bereichen ging es jedoch erheblich langsamer voran. Nur kontinuierliches Pumpen verhinderte, dass die Baustelle überflutet wurde. Für Maschine und Arbeiter im Tunnel reichte zunächst eine Kanalbelüftung. Doch je mehr sie zur Mitte des Tunnels vorrückten, desto weiter stieg die Temperatur. Um den damit verbundenen Anstrengungen entgegenzuwirken, wurden die Schichten verkürzt. Auch wurden drei Klimaanlagen für das westliche Ende und eine am östlichen Ende installiert.
Der Tunnel und seine Zufahrten wurden am 12. September 1978 eröffnet, die alte Strecke zwischen Paeroa und Apata am folgenden Tag gesperrt. Der Tunnel war damals der längste der südlichen Hemisphäre. Die Kosten für den Tunnel beliefen sich letztendlich auf 43 Mio. NZ$, für die Zufahrten auf 13 Mio. NZ$. Der ursprüngliche Zeitplan wurde um acht Jahre überzogen.

## Betrieb
Werktags verkehren bis zu 22 Güterzüge pro Tag durch den Kaimai-Tunnel, an den Wochenenden bis zu 19 (planmäßiger Personenverkehr findet auf der Strecke seit 2001 nicht mehr statt). Zu den hier beförderten Gütern gehören Container, Holz und Holzprodukte, Kohle, Industriegüter und Erdöl.